# Antonio Rivas
Antonio Rivas Cano (4 november 1951) is een voormalig profvoetballer uit Colombia, die gedurende zijn carrière als doelman onder meer speelde voor Independiente Santa Fe en Atlético Bucaramanga.

## Interlandcarrière
Rivas nam met het Colombiaans voetbalelftal deel aan de Olympische Spelen van 1972 in München, waar de ploeg uit Zuid-Amerika in de voorronde werd uitgeschakeld na nederlagen tegen Polen (5-1) en Oost-Duitsland (6-1), en een overwinning op Ghana (3-1). Hij speelde mee in de duels tegen Polen en de DDR. Silvio Quintero kreeg in de laatste wedstrijd de voorkeur van bondscoach Todor Veselinović.

## Erelijst
Independiente Santa Fe
- Copa Mustang

1975